# Mace Freeman
Mace Freeman (* 1974/1975 in Montreal, Quebec) ist ein ehemaliger kanadischer American-Football- und Canadian-Football-Spieler auf der Position des Wide Receivers.

## Karriere
Von 1994 bis 1998 besuchte Freeman die University of Toledo. Dort spielte er für die Toledo Rockets College Football.
Von 1999 bis 2002 spielte Freeman für die Hamilton Tiger-Cats in der Canadian Football League (CFL). In den vier Saisons spielte er in 37 Spielen, hauptsächlich in den Special Teams. Er fing 14 Pässe für 169 Yards und returnte Punts für 315 Yards. Am 10. Februar 2003 wurde er von den Montreal Allouettes verpflichtet. Diese entließen ihn jedoch bereits am 11. Juni 2003.